# Ludgershall Castle
Ludgershall Castle er en ruin af en middelalderlig fæstning fra 1100-tallet, der ligger ved Ludgershall i Wiltshire, England. Tre store vægge fra borgen, som blev bygget om til jagtslot af Henrik 3., men gik i forfald i 1400-tallet. Ruinen blev gjort til Scheduled Ancient Monument i 1981.